# Сунженський хребет
Сунженський хребет (інг. АргІ, ос. Арыхъхъы рæгътæ, чеч. РегІа, Соьлжан-РегІа) — гірський хребет Передкавказзя. З півдня обмежений річкою Сунжа (притока Терека), з півночі — Алханчуртською долиною, яка відокремлює його від Терського хребта. Найвища точка хребта — гора Заманкул (926 м). Хребет підноситься до 600 м над навколишньою рівниною, знижується із заходу на схід і ближче до Грозного переходить в невисокі пагорби. Річка Терек, спускаючись з Головного Кавказького хребта, перетинає Сунженський хребет у осетинського села Ельхотово, утворюючи Ельхотовську браму (ос. Æрджынарæг, «тесніна Аргов»). Хребет складний неогеновими сланцеватостими глинами і пісковиками .
Схили гір покриті в основному степовою рослинністю, у вищій західній частині розташовані вторинні пасовищні луки, місцями в долинах збереглися ділянки широколистяних (дуб, граб) ліси.

## Ресурси Інтернету
- [Архівовано 23 вересня 2015 у Wayback Machine.]